# Viili

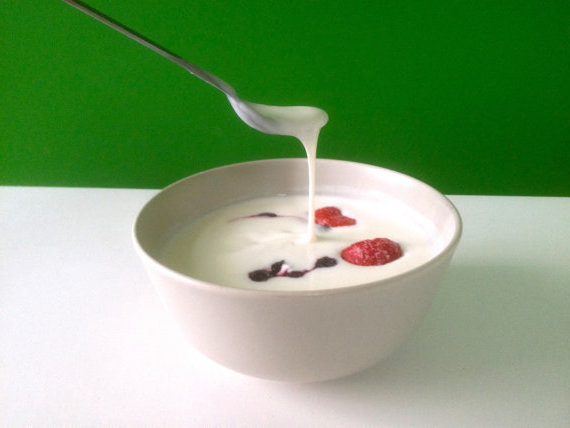
Viili

Viili (fiński viili, szwedzki fil) – rodzaj jogurtu z fermentowanego mleka popularny w  krajach nordyckich. Ma specyficzną konsystencję i łagodny smak wynikający z obecności kwasu mlekowego. Bakterie mlekowe określone w viili to m.in. Lactococcus lactis ssp. cremoris, Lactococcus lactis ssp. lactis biotyp diacetylactis, Leuconostoc mesenteroides ssp. cremoris. Wśród tych szczepów mezofilnych, L. lactis ssp. cremoris produkują zawierający fosforan heteropolisacharyd, nazwany viilian. Viilian jest podobny do kefiranu produkowanego przez ziarna kefirowe. Zawartość egzopolisacharydów (EPS) ma różne funkcjonalne korzyści dla zdrowia.